# Wilhelm Körner

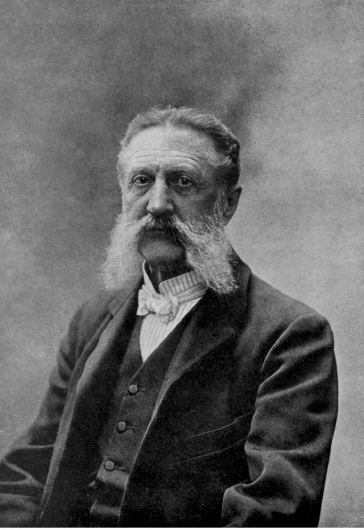
Wilhelm Körner im Alter von 70 Jahren

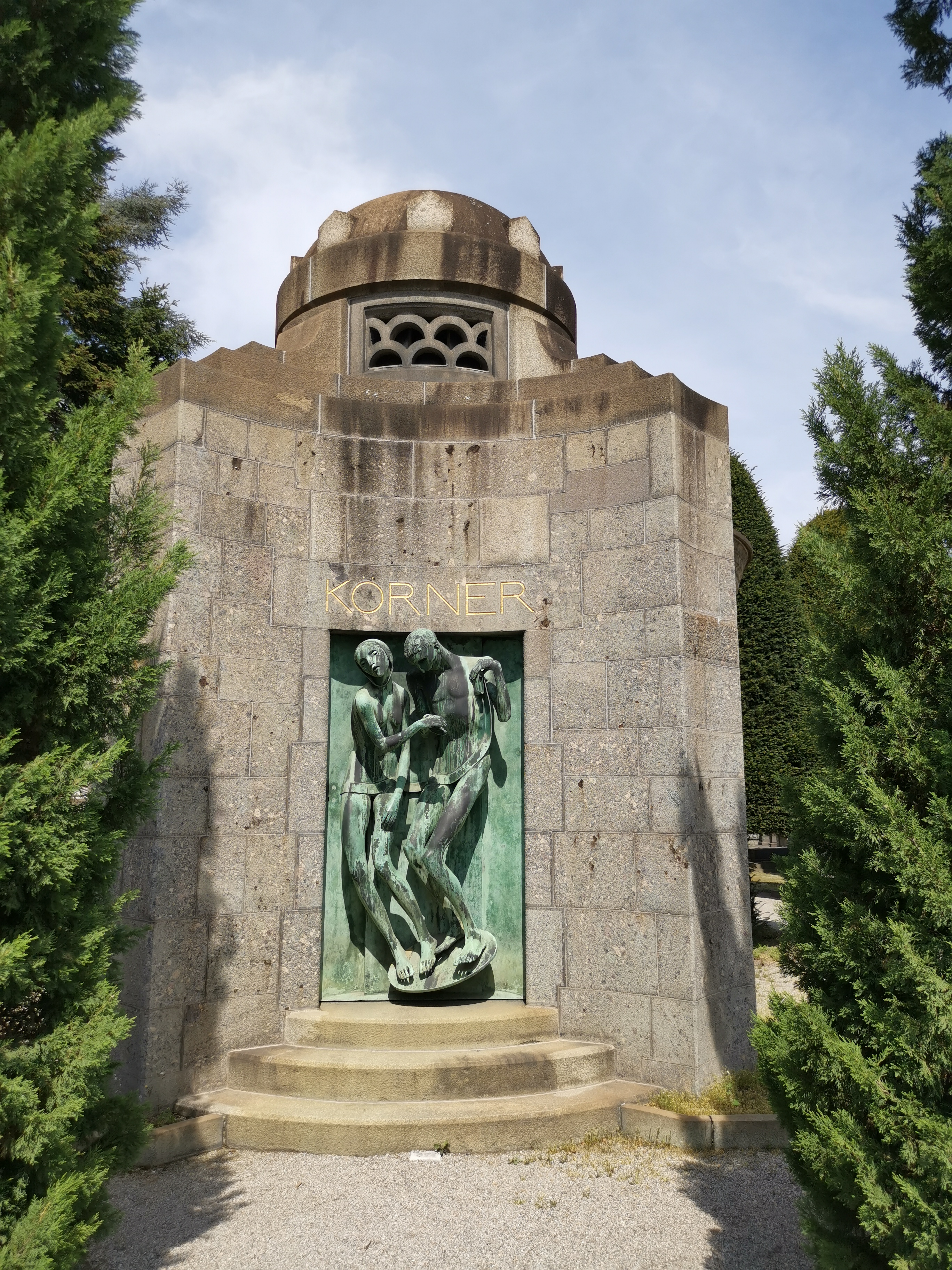
Mausoleum auf dem Cimitero Monumentale Mailand

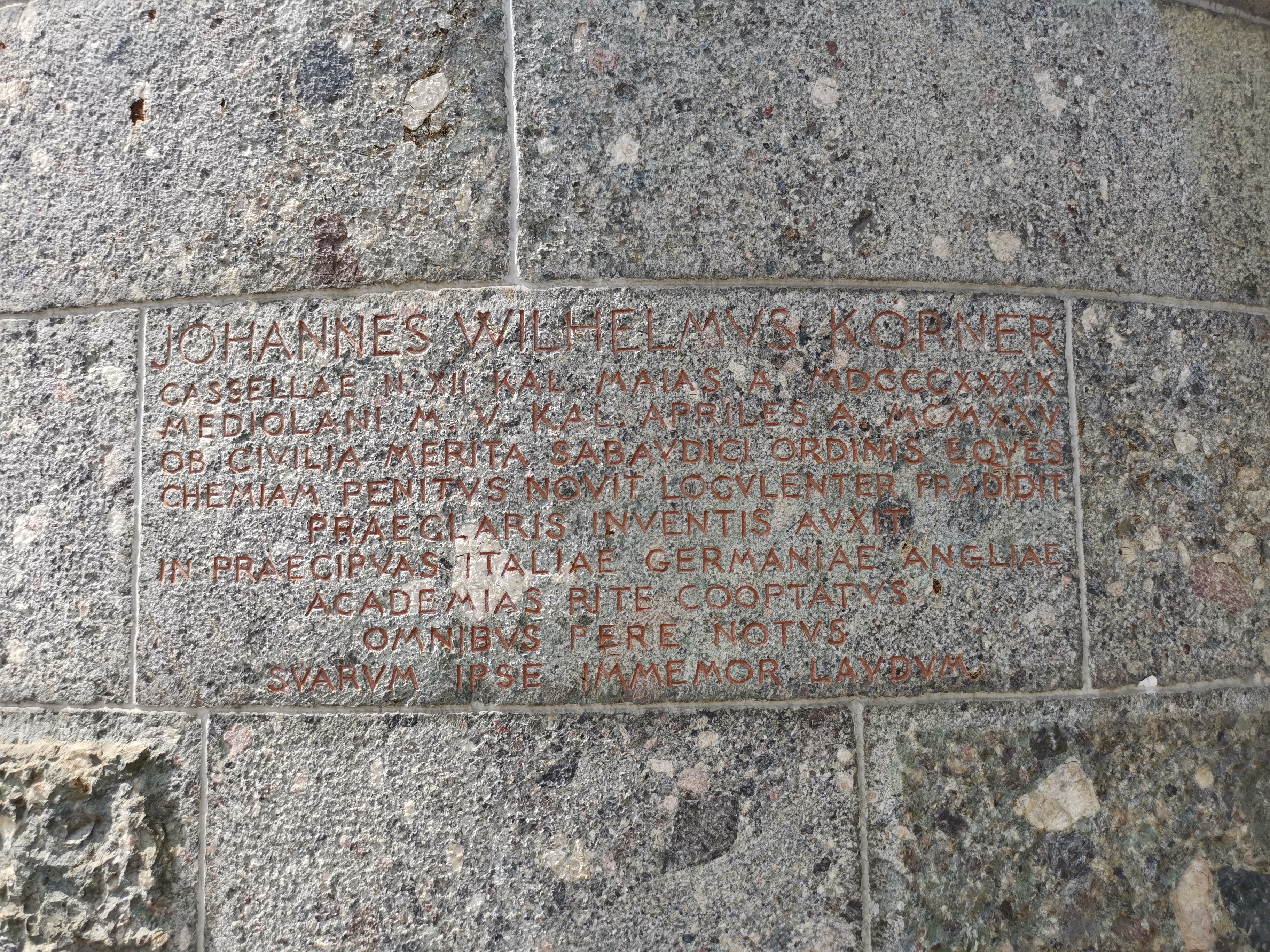
Inschrift am Mausoleum auf dem Cimitero Monumentale Mailand

Johann Wilhelm Carl Körner, auch bekannt als Guglielmo Koerner (* 20. April 1839 in Kassel; † 29. März 1925 in Mailand) war ein nach Italien eingebürgerter, deutscher Chemiker.

## Leben
In seiner Geburtsstadt Kassel besuchte Körner die Realschule und von 1855 bis 1859 die höheren Gewerbeschule. Zunächst nahm er Kurse für Maschinenbauer und Ingenieure. In seinem letzten Jahr an der Gewerbeschule arbeitete er auch im chemischen Laboratorium das Karl Georg Winkelblech als Nachfolger Robert Wilhelm Bunsens leitete. Auf Anraten Winkelblechs widmete sich Körner ganz der Chemie. 1859 wechselte er an die Universität Gießen, wo er bereits ein Jahr später bei Heinrich Will zum doctor philosophiae promoviert wurde. Bis 1864 blieb Körner als Wills Assistent in Gießen, danach arbeitete er – 1865 unterbrochen von einem halbjährigen Aufenthalt in bei William Odling – im Laboratorium von Friedrich Kekulé in Gent. 
Als Kekulé 1867 einen Ruf an die Universität Bonn erhielt, verließ auch Körner Gent, um nach Palermo zu gehen und sich dort Stanislao Cannizzaro anzuschließen. Er beschäftigte sich mit dem Studium Aromatischer Verbindungen. Außerdem führte ihn sein Interesse an Botanik zu Studien über Inhaltsstoffe etlicher Gemüsesorten. 1870 nahm er den Lehrstuhl für organische Chemie an der "Scuola Superiore di Agricoltura" (dt. Landwirtschaftlichen Hochschule) in Mailand an. Ab 1875 versah er auch einen Lehrauftrag an der Technischen Hochschule Mailand, den er bis 1922 innehatte, als er im Alter von 83 Jahren aus Gesundheitsgründen in den Ruhestand trat. 1880 nahm er die italienische Staatsbürgerschaft an und leitete von 1899 bis 1914 die Landwirtschaftliche Hochschule als deren Direktor.
Körners wissenschaftlicher Schwerpunkt waren Beiträge zu Kekulés Benzoltheorie. Außerdem veröffentlichte er Arbeiten über Pyridin, Asparaginsäure und Chinoxalin sowie über Alkaloide, wie sie zum Beispiel aus der Angosturarinde gewonnen werden.

## Ehrungen
Körner war Mitglied zahlreicher Wissenschaftlicher Gesellschaften, darunter die Berliner Akademie der Wissenschaften, die Accademia Nazionale delle Scienze, die Accademia delle Scienze di Torino, die Accademia Nazionale dei Lincei und die Royal Society.
Er war Ehrenmitglied der Deutschen Chemischen Gesellschaft und wurde 1900 mit der Davy-Medaille der Royal Society ausgezeichnet.

## Werke
- La determinazione del luogo chimico nei composti cosi detti aromatici. Palermo 1868. (Digitalisat)
- Fatti per servire alla determinazione del luogo chimico nelle sostanze aromatiche. Lao, Palermo 1869.
- Synthese d'une base isomere à la toluidine. Palermo 1869.
- Studj sull'isomeria delle cosi dette sostanze aromatiche a sei atomi di carbonio, comunicazione dal laboratorio di chimica organica della Regia Scuola superiore di agricoltura in Milano. Scuola superiore di agricoltura, Mailand 1874.
- Intorno a due acidi benzobisolforici ed ai loro rapporti con altri composti. Bernardoni, Mailand 1875.
- Lezioni di Chimica organica. Mailand 1887.
- Ricerche sulla composizione e costituzione della siringina, un glucoside della syringa vulgaris. Mailand 1888.
- Über die Bestimmung des chemischen Ortes bei den aromatischen Substanzen: vier Abhandlungen. Engelmann, Leipzig 1910.
- Pubblicazioni raccolte ed ordinate in occasione del 50° anniversario della sua laurea.Mailand 1910.
- L'industria chimica in Italia nel cinquantennio (1861–1910). Rom 1911.
- Dinitroderivati delle benzine metadialogenate. Rom 1913.
- Paranitroaniline ortoalogenate e loro derivati. Rom 1913.
- Benzine nitrosostituite ottenute dai corrispondenti aminoderivati. Rom 1914.
- Il quinto trinitrotoluene ε e prodotti dinitroalogeno sostituti corrispondenti. Rom 1915.
- Analisi qualitativa: Appunti presi alle Lezioni del prof. Guglielmo Koerner nel Regio Politecnico e nella Regia Scuola superiore di agricoltura di Milano nell'aa 1913–4. Varese 1915.
- Il sesto trinitro-toluene e prodotti dinitro-alogeno sostituiti corrispondenti. Rom 1916.